# Idaea canteneraria
Idaea canteneraria là một loài bướm đêm trong họ Geometridae.